# 콰디어
콰디어(Kwadi)는 앙골라 서남단에서 쓰였던 계통 미상의 “흡착음 언어”이다. 현재 사멸했다고 추정된다. 1950년대에 콰디족은 약 50명만 생존해 있었으며 그 중 콰디어를 유창하게 구사하는 사람은 4~5명뿐이었다. 1965년에는 부분적으로 구사하는 사람 3명을 찾을 수 있었지만 1981년에는 화자를 한 명도 찾을 수 없었다.
콰디어에 관한 자료가 빈약하기 때문에 어느 계통에 속하는지는 판단하기 어렵다. 콰디어가 코에어족의 가장 이질적인 구성원이라는 “코에콰디어족” 가설이 있지만 이 결론에는 논란이 있다. 이 가설의 지지자들에 따르면 서쪽의 코에어족 언어들이 보츠와나의 주어군의 영향으로 잃어버린 코에조어의 특징들이 콰디어에 남아 있다고 한다.
콰디족은 반투족에게 ‘퀘페’(Kwepe, Cuepe)족이라고 불렸다. 콰디족은 침바족, 퀴시족, 다마라족과 함께 서남아프리카에 유일하게 남은 토착 수렵채집민 집단으로 생각된다. 이들은 산족이나 헤레로인과는 다르다. 콰디족을 제외한 나머지 세 부족은 코에코에어를 받아들였다. 콰디족은 퀴시족처럼 어로 생활을 했고 코로카강 하류에서 고기잡이를 했다.
콰디어는 ‘코로카’(Koroka, Ba-koroka, Curoca, Ma-koroko, Mu-coroca) 또는 ‘쿠아뇨카’(Cuanhoca)라고도 불렸다.

## 같이 보기
- 퀴시족